# Uranovi obroči
Uranove obroče sestavlja skupina zelo šibkih koncentričnih obročev, ki v ekvatorialni ravnini obdajajo planet Uran. Obroče sestavljajo temni delci do velikosti 10 metrov v premeru . Ta sistem obročev je bil drugi odkriti sistem obročev v Osončju
 (prvi je bil Saturnov sistem obročev). Sedaj je znanih 13 posameznih obročev, ki obdajajo Uran. Najsvetlejši med njimi je obroč z imenom oziroma oznako ε.

## Odkrivanje Uranovih obročev
Prvi, ki je trdil, da je videl obroče okoli Urana, je bil William Herschel v letu 1789. Da jih je v resnici videl je malo verjetno, ker v naslednjih dveh stoletjih nihče ni poročal, da bi jih je videl. Obroče so odkrili 10. marca 1977 James L. Elliot, Edward W. Dunham in Douglas J. Mink s pomočjo Observatorija Kuiper Airborne (to je bilo predelano tovorno letalo C-141A, ki je delovalo na višini 14 km). Obroči so bili odkriti slučajno. Pri poletu so hoteli opazovati okultacijo zvezde SAO 158687 z Uranom, da bi proučili Uranovo atmosfero. Pri tem so opazili, da je zvezda izginila petkrat preden se je skrila za planetom. To se je zgodilo tudi po ponovnem pojavljanju zvezde. Takšen pojav so lahko razložili samo s sistemom obročev okoli Urana. Obroče je opazil tudi Voyager 2 leta 1986. Takrat je Voyager 2 opazil tudi dva dodatna obroča .V decembru leta 2005 je Vesoljski teleskop Hubble opazil nove obroče. Novi obroči so bili tako daleč od Urana, da so jih imenovali zunanji obroči . Hubble je takrat opazil tudi dve manjši luni. Ena od njiju (Mab) je na zunanjem robu zunanjega obroča.
 Sedaj je znanih 13 Uranovih obročev . Med njimi so še optično zelo tanki obroči, ki se jih težko opazi . Uranovi obroči v glavnem vsebujejo večje delce, razen obročev 1986U2R/ζ, , λ, ν in μ, ki vsebujejo prašne delce. Sonda Voyager 2  je opazila med obroči še nekaj prašnih obročev, ki so včasih sovpadali z ostalimi obroči. Nekateri obroči morda obstajajo samo začasno ali pa so sestavljeni iz obročnih lokov, ki jih opazimo samo med okultacijami.

## Pregled Uranovih obročev
| Ime obroča | Polmer (km)    | Širina (km) | Enakovredna širina (km) | Opt. globina pravokotna | Debelina (m) | Izsrednost | Naklon (°) | Pripadnost skupini | Opombe                                                       |
| ζc         | 32.000–37.850  | 3.500       | 0,6                     | ~10−4                   | ?            | ?          | ?          | prašni             | Notranje nadaljevanje obroča ζ                               |
| 1986U2R    | 37.000–39.500  | 2.500       | ?                       | <10−3                   | ?            | ?          | ?          | prašni             | Opazil ga je Voyager 2 v letu 1986                           |
| ζ          | 37.850–41.350  | 3.500       | 1                       | <10−3                   | ?            | ?          | ?          | prašni             |                                                              |
| 6          | 41.837         | 1,6–2,2     | 0,41                    | 0,18–0,25               | ?            | 1,0×10−3   | 0,063      | glavni             |                                                              |
| 5          | 42.234         | 1,9–4,9     | 0,91                    | 0,18–0,48               | ?            | 1,9×10−3   | 0,052      | glavni             |                                                              |
| 4          | 42.570         | 2,4–4,4     | 0,71                    | 0,16–0,3                | ?            | 1,1×10−3   | 0,032      | glavni             |                                                              |
| α          | 44.718         | 4,8–10      | 3,39                    | 0,3–0,7                 | ?            | 0,8×10−3   | 0,014      | glavni             |                                                              |
| β          | 45.661         | 6,1–11,4    | 2,14                    | 0,2–0,35                | ?            | 0,4×10−3   | 0,005      | glavni             |                                                              |
| η          | 47.175         | 1,9–2,7     | 0,42                    | 0,16–0,25               | ?            | 0?         | 0,002      | glavni             |                                                              |
| ηc         | 47.176         | 40          | 0,85                    | 2×10−2                  | ?            | 0?         | 0,002      | glavni             | Zunanja široka komponenta obroča η                           |
| γ          | 47.627         | 3,6–4,7     | 3,3                     | 0,7–0,9                 | 150?         | 0?         | 0,011      | glavni             |                                                              |
| δc         | 48.300         | 10–12       | 0,3                     | 3×10−2                  | ?            | 0?         | 0004       | glavni             | Notranja široka komponenta obroča δ                          |
| δ          | 48.300         | 4,1–6,1     | 2,2                     | 0,3–0,6                 | ?            | 0?         | 0,004      | glavni             |                                                              |
| λ          | 50.023         | 1–2         | 0,2                     | ~0,1                    | ?            | 0?         | 0?         | prašni             |                                                              |
| ε          | 51.149         | 19,7–96,4   | 47                      | 0,5–2,5                 | 150?         | 7,9×10−3   | 0,001      | glavni             | Pastirska satelita sta Kordelija in Ofelija                  |
| ν (Nu)     | 66.100–69.900  | 3.800       | 0,012                   | 5,4×10−6                | ?            | ?          | ?          | zunanji            | Med lunama Porcija in Rozalinda, vrh svetlosti pri 97.700 km |
| μ (Mu)     | 86.000–103.000 | 17.000      | 0,14                    | 8,5×10−6                | ?            | ?          | ?          | zunanji            | Pri luni Mab, vrh svetlosti pri 67.300 km                    |

## Značilnosti
Uranovi obroči so sestavljeni iz zelo temnega materiala. Geometrični albedo ni večji od 5 do 6 %
.
Delci obroča kažejo na močan porast svetlosti v opoziciji, kar pomeni, da albedo močno naraste ko je fazni kot  enak nič. Je pa  albedo manjši, ko se opazuje zunaj opozicije. Takrat ima albedo vrednost od 3 do 4 %. Delci so rahlo rdeči v ultravijoličnem in vidnem delu spektra in sivi v bližini infrardečega dela
Ne kažejo nekih posebnih značilnosti v spektru. Kemična sestava ni znana, vendar niso sestavljeni iz vodnega ledu kot so Saturnovi obroči. So celo temnejši kot Uranove lune 
To kaže na to, da bi lahko bili obroči sestavljeni iz organskega materiala, ki je potemnel zaradi sevanja v Uranovi magnetosferi. Verjetno je snov iz obročev bila nekoč podobna snovi iz katere so Uranove notranje lune.
Kot celota je sistem Uranovih obročev zelo različen od Jupitrovih in Saturnovih obročev. Uran ima številne prašnate obroče, Jupiter in Saturn pa imata velik sistem obročev, ki so sestavljeni iz zelo svetlega materiala
Novo odkrita obroča Urana sta podobna zunanjima Saturnovima obročema Obroču G in Obroču E. Obroči Urana so bolj podobni Neptunovim obročem, ki niso tako temni in komplicirani ter imajo manj prahu.

## Zgradba obročev
Uranove obroče lahko razdelimo na tri skupine:
- devet ozkih glavnih obročev
- dva prašna obroča
- dva zunanja obroča

## Glavni obroči

### Obroč ε
Obroč ε je najsvetlejši in najgostejši med Uranovimi obroči. Tako je svetel, da daje 2/3 svetlobe, ki jo odbijajo obroči
.
Me vsemi Uranovimi obroči ima tudi največjo izsrednost in skoraj ničelni naklon tira. Zaradi izsrednosti se njegova svetlost spreminja vzdolž tirnice. Skupna svetlost tega obroča v radialni smeri je največja v bližini apoapside, in najmanjša v bližini periapside 
Razmerje med največjo in najmanjšo svetlostjo je od 2,5 do 3,0. Spremembe so povezane s širino obroča, ki je 19,7 km v periapsidi in 96,4 km v apoapsidi.
Ko postaja obroč širši, se senca med delci zmanjša, kar se pozna kot povečana skupna svetlost.
Spremembe širine je direktno izmeril Voyager 2, saj je bil ta obroč edini, ki ga je kamera na Voyagerju zaznala.
To tudi pomeni, da ε obroč ni optično tanek. Merjenja z uporabo okultacije in merjenja s površine Zemlje so pokazala, da je običajna optična globina med 0,5 in 2,5
in je večja v periapsidni točki. Integrirana optična globina obroča (imenujemo jo tudi «enakovredna širina», izračuna pa se lahko približno tako, da se pomnoži fizična širina z optično globino, zato jo merimo v dolžinskih enotah) je  enaka okoli 47 km. Ta vrednost je nespremenljiva vzdolž obroča
.
Debelina obroča ε ni natančno znana, ocenjujejo da je obroč debel samo 150 m.
Srednja velikost delcev v obroču je od 2 do 20 m. Srednja razdalja med delci je okoli 4,5-krat večja kot njihov polmer.
Drobnega prahu skoraj ni v obroču, verjetno zaradi vpliva Uranove širše atmosferske korone. Ker je obroč tako tanek, ga od strani ne vidimo. Prav to so opazili leta 2007, ko je nastopil prehod pogleda na ravnino obročev z ene strani na drugo.

Voyager 2 je zaznal nenavaden signal iz ε obroča med poskusom z radijsko okultacijo.
Signal je izgledal kot močno povečanje v naprej sipani svetlobi pri valovni dolžini3,6 cm v bližini apoapsidne točke obroča.
Takšno močno povečanje bi lahko bilo posledica koherentnee strukture znotraj obroča. V resnici ima obroč tudi fino strukturo, k iso jo opazili med okultacijami. Izgleda, kot da je obroč sestavljen iz večjega števila ozkih in gostih obročev. Med njimi so tudi takšni, ki nimajo popolnih lokov
.
Obroč ε ima tudi notranji in zunanji pastirski satelit. To sta Kordelija in Ofelija. Notranji rob obrča je v orbirtalni resonanci 24 : 25 s Kordelijo. Zunanji rob obroča je v resonanci 14 : 13 z Ofelijo
.

### Obroč δ
Obroč δ ima majhno izsrednost in majhen naklon
Kaže manjše spremembe v optični globini in širini v azimutalni smeri, kar doslej še ni bilo pojasnjeno. Obroč δ je sestavljen iz dveh manjših obročev. Prvi obroč (zunanji) je ozek in optično gostejši, drugi obroč (notranji) je širok z nizko optično globino.  
Širina ožjega dela je od 4,1 do 6,1 km, enakovredna širina je 2,2 km, kar odgovarja pravokotni optični globini od 0,3 do 0,6
Širši del je od 10 do 12 km širok, njegova enakovredna optična globina je blizu 0,3 km, kar kaže na nizko pravokotno optično globino 3.10−2.

Široki del obroča je optično debelejši kot ožji del in vsebuje tudi prašne delce. To so potrdila opazovanja leta 2007, ko se je obroču povečala svetlost ob prehodu pogleda v ravnini obroča. To se ujema s predpostavko, da je obroč debel, vendar optično tanek
.

### Obroč γ
Obroč γ je ozek, optično gost, z rahlo izsrednostjo. Naklon obroča je skoraj nič. Širina obroča se spreminja od 3,6 do 4,7 km, pri tem pa je enakovredna optična gostota konstantna 3,3 km
Pravokotna optična globina obroča je od 0,7 do 0,9. V letu 2007, ko je prišlo do pojava prehoda pogleda v ravnini obroča, je obroč izginil. To pomeni, da je obroč izredno tanek in brez prahu. Podoben je obroču ε..
Širina in pravokotna optična globina kažeta močne spremembe v azimutalni smeri.
Zakaj je obroč tako ozek, še ni znano. Zunanji rob obroča je v orbitalni resonanci visoke stopnje z luno Kordelijo.

### Obroč η
Obroč ζ ima ničelno orbitalno izsrednost in naklon. Sestavljen je iz dveh manjših obročev (podobno kot δ obroč). Prvi obroč (notranji) je ozek in optično gost, drugi (zunanji) je širok z nizko optično globino.
Širina ožjega obroča je od 1,9 do 2,7 km, enakovredna optična debelina pa je 0,42 km, kar ustreza pravokotni optični globini od 0,16 do 0,25.
Široki obroč je bolj debel in vsebuje veliko prahu. Prisotnost prahu je bial potrjena tudi ob  pojavu prehoda ravnine obročev v letu 2007. Takrat so v obroču opazili drugo najmočnejšo svetlost v celem sistemu obročev. To pomeni, da je obroč geometrijsko debel, vendar optično tanek. 
Široki obroč je opazila tudi kamera na sondi Voyager 2. V naprej sipani svetlobi je bil obroč svetel.
Podobno kot ostali Uranovi obroči, kaže tudi η obroč precejšno spremenljivost pravokotne optične globine v azimutalni smeri.

### Obroča α in β
Obroča α in β sta za obročem ε najbolj svetla obroča v sistemu Uranovih obročev.
 Kažeta običajne spremembe v svetlosti in širini, podobno kot obroč ε. Sta najbolj svetla in široka v bližini apoapsidne točke ter najtemnejša in najožja v bližini periapsidne točke.
Obroča imata zmerno veliko izsrednost in nezanemarljiv naklon.
Med pojavom prehoda ravnine obročev sta obroča izginila. To pomeni, da sta geometrijsko tanka kot obroč ε in brez prahu. Takrat so tudi videli tudi debel in optično tanek obroč zunaj obroča β, ki so ga opazili tudi že prej.

### Obroči 6, 5 in 4
Obroči 6, 5 in 4 so notranji obroči. Med vsemi Uranovimi obroči so najbolj nagnjeni. Njihove izsrednosti so v Uranovem sistemu obročev največje (razen obroča ε). Njihovi nakloni (0,06°, 0,05° in 0,03°) so tako veliki, da jih je opazil tudi Voyager 2.

Obroči ne vsebujejo prahu. Zaradi tega niso bili vidni ob prehodu ravnine obročev leta 2007.

## Prašni obroči

### Obroč λ
Obroč λ je eden izmed dveh obročev, ki jih je odkrila sonda Voyager 2 v letu 1986. Nahaja se znotraj obroča ε oziroma med njim in pastirskim satelitom Kordelijo.
Kordelija v resnici čisti temni pas znotraj obroča λ.
V nazaj sipani svetlobi se kaže kot izredno ozek obroč, ki je širok samo od 1 do 2 km in ima enakovredno optično globino okoli 0,2 km pri valovni dolžini 2,2 μ. Pravokotna optična globina je okoli 0,1
Optična globina tega obroča kaže veliko odvisnost od valovne dolžine. Optična globina je večja v ultravijoličnem delu spektra. To nam pojasni tudi to, da je bil obroč najprej odkrit v ultravijolični svetlobi pri okultaciji z zvezdo. 
Med zvezdno okultacijo so opazili obroč pri 2,2 μm samo leta 1996, pozneje pa ne več.
Izgled obroča λ se je močno spremenil, ko so ga opazovali v naprej sipani svetlobi v letu 1986 
V tem primeru je postal obroč najsvetlejši, celo bolj svetel kot ε obroč.
Opazovanja in odvisnost optične globine od valovne dolžine kaže, da vsebuje prah velikost nekaj mikronov.
Pravokotna optična globina ima velikost od 10−4 do 10−3.
Opazovanja na Observatoriju Keck med prehodom ravnine obročev so tudi potrdila te ocene. Takrat je λ obroč postal eden najbolj svetlih obročev v Uranovem sistemu obročev.
Podrobna analiza slik, ki jih je naredil Voyager 2, je pokazala spremenljivot v svetlosti v azimutalni smeri.
Nastanek fine strukture v obroču do danes še ni pojasnjen.

### 1986U2R/obroč ζ
V letu 1986 je Voyager opazil širok in šibek pas materiala znotraj obroča 6.
 Obroč je dobil začasno oznako1986U2R. Obroč ima pravokotno optično globino 10−3 ali manj. Je pa to obroč z izredno majhno svetlostjo. V resnici so ga opazili samo na enem posnetku, ki ga je naredil Voyager 2. Nahaja se na razdalji med 37.000 in 39.500 km od središča Urana. To je tudi samo 12.000 km nad oblaki.
Od leta 1986 obroča niso opazili vse do leta 2003, ko so na Observatoriju Keck našli širok in šibek pas znotraj obroča 6. Temu obroču so takrat dali ime ζ. Položaj ponovno najdenega obroča se je razlikoval od položaja obroča v letu 1986. Sedaj leži med 37.850 in 41.350 km od središča Urana. Našli so tudi nadaljevanje (razširitev) obroča proti notranjosti. Njegova svetlost v tej smeri pačasi pada. Obroč ζ so opazili zopet leta 2007 med prehodom ravnine obročev, ko je postal ta obroč po svetlosti najmočnejši. Enakovredna optična globina obroča je okoli 18 km (za notranji podaljšek pa 0,6 km). Pravokotna optična globina je manj kot 10−3. Različni izgledi obročev 1986UR2 in ζ je lahko povezana tudi z različnimi smermi pogledov. V svetlobi, ki se je sipala nazaj v letih 2003 do 2007 in v stransko sipani svetlobi leta 1986 sta se obroča kazala drugačna
. Prav tako ne smemo zanemariti možnosti, da se je prah v 20 letih prerazporedil.

### Ostali prašni obroči
Razen obroča 1986UR2 ziroma obroča ζ so v sistemu Uranivih obročev še drugi prašni obroči. Ti obroči med okultacijo niso vidni, ker imajo zanemarljivo majhno optično globino. Vidni so samo v naprej sipani svetlobi, ki jim daje precej veliko svetlost.
Voyager 2 je opazil svetel prašni pas med obročema λ in δ, med obročema η in β ter med obročema α in obročem 4
Mnoge med njimi so opazili tudi v letih 2003 in 2004 na Observatoriju Keck in med prehodom ravnine obročev v letu 2007. Pravokotna optična globina prašnih obročev je 10−5 ali manj.

## Zunanji obroči
V decembru leta 2005 je Vesoljski teleskop Hubble opazil dva nova obroča, ki ju danes prištevamo med zunanje obroče. Obroča imenujemo μ (Mu) in ν (Nu) obroč. Zunanji je obroč μ, ki je dvakrat tako daleč kot zelo svetel η obroč. Zunanji obroč se razlikuje od notranjega ozkega obroča. Sta široka 17.000 km in 3.800 km in zelo šibka. Največja optična globina je 8,5 × 10−6 oziroma 5,4 × 10−6. Zanimivo je, da imata trikotni profil svetlosti.
Največja svetlost obroča skoraj popolnoma sovpada s tirnico majhne lune Mab, ki je verjetno izvor delcev v obroču.
Obroč ν se nahaja med tirnicama lun Porcije in Rozalinde. Ponovni pregled slik v naprej sipani svetlobi, ki jih je poslal Voyager 2, je pokazal oba obroča. Posnetki v takšni smeri so pokazali, da sta obroča precej svetla. To potrjuje, da vsebujeta prah z velikostjo delcev okoli mikrona. Zunanji obroči Urana so podobni G obroču in E obroču Saturna. G obroč tudi ne vsebuje opaznih delcev, E obroč je zelo širok in dobiva prah od lune Enkelad.
Obroč μ ne vsebuje večjih delcev, kar pomeni, da ga sestavlja samo prah. To potrjujejo opazovanja na Observatoriju Keck, kjer niso zaznali obroča μ v bližini infrardeče valovne dolžine 2,2 μm, opazili pa so ν obroč. To tudi pomeni, da je μ obroč modre barve in da v njem pravladujejo prašni delci manjši od μm
.
Delci bi lahko bili iz vodnega ledu 
V nasprotju s tem je ν  obroč rahlo rdeč..

## Izvor obročev
Velik problem pri razumevanju Uranovih obročev je njihova omejenost. Mora obstajati neki vzrok, ki drži delce skupaj. Brez tega bi se razpršili v radialni smeri. Življenjska doba obročev brez nekega mehanizma, bi bila največ 1 milijon let.
Največkrat uporabljen model takšnega omejevanja širjenja je model z uporabo pastirskih satelitov. Po en satelit bi morala biti na notranji in na zunanji strani obroča. Da bi to delovalo, bi morale biti mase satelitov vsaj dva do trikrat večje od mase obročev. To deluje pri obroču ε, kjer sta pastirska satelita Kordelija in Ofelija. Kordelija je tudi zunanji pastirski satelit obroča &gama;. Drugi obroči nimajo v bližini nobenih lun, ki bi lahko delovale kot pastirski sateliti. Izračuni kažejo, da obroč ε ne more biti starejši od 6 × 108  let. 
 
Ker obroči Urana izgledajo relativno mladi, se morajo redno obnavljati. Vsi notranji obroči bi lahko nastali z razkrojem nekaj lun v velikosti lune Puk v 4,5 milijarde let. Vsak takšen razkroj ali razpad bi nastal z zaporednimi trki, ki bi manjšali velikost delcev vse do velikosti prahu. Ocene kažejo, da bi za razkroj lune velikosti Puka bilo potrebnih nekaj milijard let. Življenjska doba za manjše satelite bi bila seveda krajša.
Rezultat tega bi bili ozki obroči. Predvidevajo, da obstaja še več neodkritih manjših lun do velikosti okoli 10 km, ki omejujejo obroče v sedanje meje.
Izvor prahu je bolj razumljiv. Prah ima kratko življenjsko dobo, samo od 100 do 1000 let in se nenehno dopolnjuje s trki med velikimi telesi, meteoridi in manjšimi lunicami. Področja lunic niso vidna zaradi nizke optične globine. Prah pa se vidi v naprej sipani svetlobi.